# Печера Святого ручая
Печера Святого ручая (рос. Святого ручья) — печера в Архангельській області, на Біломорсько-Кулойському плато європейської півночі Росії. Карстова печера горизонтального типу простягання. Загальна протяжність — 770 м. Глибина печери становить 20 м. Категорія складності проходження ходів печери — 1.